# Леслі Одом-молодший
Леслі Ллойд Одом молодший ([ˈoʊdəm]; нар. 6 серпня 1981) — американський актор і співак. Він дебютував на Бродвеї в 1998 році та вперше отримав визнання за роль Аарона Берра в мюзиклі «Гамільтон», яка принесла йому премію «Тоні» за найкращу чоловічу роль у мюзиклі та премію «Греммі» за найкращий музично-театральний альбом того ж року. Його виступ був зафіксований у прямому записі сцени Disney+ із Гамільтоном, що принесло йому нагороду Primetime Emmy Award за видатного актора в головній ролі в обмеженому серіалі або номінації на фільм.
Одом також відомий своїми ролями в телесеріалах Smash (2012–2013) і Person of Interest (2013–2014), а також у фільмах Red Tails (2012), Murder on the Orient Express (2017), Harriet (2019), Багато святих Ньюарка (2021) і Скляна цибуля (2022). За роль співака Сема Кука у фільмі «Одна ніч у Маямі...» (2020) він отримав номінації на премію «Оскар», премію BAFTA, премію Гільдії кіноакторів США та «Золотий глобус» за найкращу чоловічу роль другого плану. Він також був номінований на «Оскар» і «Золотий глобус» за написання оригінальної пісні до фільму «Speak Now».
Зараз Одом озвучує персонажа Оуена Тіллермана в анімаційному музично-комедійному серіалі Apple TV+ Central Park , за який він був номінований на премію Primetime Emmy Award у 2020 році. Одом випустив чотири альбоми: Leslie Odom Jr. (2014), Simply Christmas (2016), Mr. (2019) і The Christmas Album (2020). У 2018 році він випустив свою автобіографію Failing Up.

## Молодість і освіта
Одом народився в Квінсі, Нью-Йорк. Його батько Леслі Ллойд Одом працював у сфері продажів. Один з його прадідів по материнській лінії був з Південної Африки, а прапрадід по материнській лінії був з Бріджтауна, Барбадос. Сім'я Одома переїхала в район Іст-Оук-Лейн у Філадельфії, де він виріс. Він відвідував школу Джулії Р. Мастерман для середньої школи та Філадельфійську середню школу творчих і виконавських мистецтв для середньої школи. Одом і його родина відвідували ханаанську баптистську церкву в районі Джермантаун у Філадельфії, де він співав соло в церковному хорі.
Він отримав ступінь з відзнакою в Університеті Карнегі-Меллона в Пітсбурзі, штат Пенсільванія, а потім переїхав до Лос-Анджелеса влітку 2003 року.

## Кар'єра

### Акторська кар'єра

#### Театр
Одом відвідував New Freedom Theatre у Філадельфії, де вивчав театр і грав у мюзиклах. Потім він продовжив вивчати музичний театр у коледжі. У віці 17 років він дебютував на Бродвеї в ролі Пола в «Оренді». У 2001 році він з'явився в ансамблі бродвейської концертної версії Dreamgirls.
Він проводив багато часу, виступаючи в театрі в Лос-Анджелесі, зокрема у 2010 році з Leap of Faith, який переїхав на Бродвей у 2012 році, де він зіграв Ісаю Стердеванта. Коли шоу закрили незабаром після цього, він переїхав до Нью-Йорка.
Після головної ролі Off-Broadway у Венеції та Witness Uganda (згодом перейменованого на Invisible Thread) на ART та в майстернях, Одом працював із Лін-Мануелем Мірандою у Encores! Нецентральне виробництво Tick, Tick. . . Бум!, граючи Майкла. Одом також зіграв Ната Кінга Коула в благодійному концерті Акторського фонду Америки Bombshell у 2015 році.
Одом був номінований на премію Drama Desk Award 2015 за найкращу чоловічу роль у мюзиклі за роль Аарона Берра в небродвейській виставі «Гамільтон» у The Public Theatre. Він продовжив виконувати ту саму роль у театрі Річарда Роджерса після того, як шоу перенесли на Бродвей пізніше того ж року. Він також отримав премію «Греммі» 2016 року за акторський альбом і отримав премію «Тоні» за найкращу чоловічу роль у мюзиклі.
Остання поява Одома в ролі Аарона Берра в Гамільтоні відбулася 9 липня 2016 року.

#### Телебачення
Він був гостем у кількох шоу, зокрема «Дівчата Гілмор», «Анатомія Грея», «Надприродне» та «Хороша дружина». Одом неодноразово зіграв роль у CSI: Маямі, з'являючись у ролі Джозефа Кейла в дев'яти епізодах між 2003 і 2006 роками.
Потім він зіграв повторювану роль у серіалі «Зниклий», з’явившись у 10 епізодах як Маліко Крісто. З 2006 по 2007 рік він виконував постійну роль Фредді у «Великому дні», з’являючись у дев’яти епізодах до його скасування. Він також зіграв роль другого плану в телефільмі «По» у 2011 році.
У музичному телесеріалі Smash Одом зіграв повторювану роль Сема Стрікленда у 2012 році, і його підвищили до головної ролі в останньому сезоні шоу у 2013 році.
Наприкінці 2013 року Одому запропонували головну роль Лукаса Ньюсома в серіалі «Стан справ». Він погодився на роль, але зрештою відмовився, щоб взяти роль Аарона Берра в майстерні мюзиклу «Гамільтон».
У 2013 і 2014 роках він декілька разів з'явився у Person of Interest в ролі Пітера Кольєра, з’явившись у восьми епізодах. Він також зіграв преподобного Кертіса Скотта в семи епізодах серіалу «Закон і порядок: Спеціальний підрозділ жертв» між 2013 і 2015 роками.
Починаючи з 19 травня 2016 року, Одом вів веб-серіал Broadway.com Аарон Берр, сер: за лаштунками Гамільтона з Леслі Одомом-молодшим, з новим епізодом, який завантажувався щочетверга протягом восьми тижнів. Одом також мав зіграти Джиммі Джема в міні-серіалі 2017 року про Нове видання, але зрештою покинув проєкт.
У 2020 році Одом зі своєю дружиною Ніколетт Робінсон зіграв головну роль і став виконавчим продюсером чотирисерійного телесеріалу «Кохання під час Корони». «Любов під час корони» розповідає про чотири переплетені історії про сповнені надією пошуки кохання та зв’язку під час карантину внаслідок пандемії COVID-19. Виробництво почалося практично 29 червня 2020 року в Лос-Анджелесі за допомогою дистанційних технологій. Прем'єра обмеженої серії відбулася на Freeform 22 серпня 2020 року .
Наразі Одом озвучує персонажа Оуена Тіллермана в анімаційному музично-комедійному серіалі Apple TV+ «Центральний парк», за який він був номінований як «Видатне озвучення персонажа» на церемонії вручення премії «Еммі» у 2020 році.  Він також з'явиться як запрошена зірка у продовженні Disney+ The Proud Family The Proud Family: Louder and Prouder у другому сезоні в ролі Кваме. 
У 2016 році Одома також зняли в рекламі Nationwide Insurance.  
4 лютого 2018 року Одом заспівав «America the Beautiful» під час трансляції Super Bowl LII на NBC.

#### Кино
Одом знімався в короткометражних фільмах і грав роль Уолтера Холла у військовому фільмі «Червоні хвости» 2012 року.
Він зіграв доктора Арбутнота в екранізації Кеннета Брани «Вбивство у Східному експресі» 2017 року. Він також зіграв роль аболіціоніста Вільяма Стіла у фільмі «Гаррієт » 2019 року про аболіціоністку Гаррієт Табмен. У 2019 році Одом зіграв головну роль у постапокаліптичному романі Only разом із Фрідою Пінто.
У 2021 році Одом знявся в ролі Ебо в музичному фільмі «Музика», співавтором сценарію та режисером якого виступила австралійська співачка і автор пісень Сія.   Він був випущений у лютому 2021 року .
У 2020 році Одома взяли на роль соул-співака Сема Кука в екранізації «Одної ночі в Маямі... », зрежисованої Регіною Кінг, яка вийшла в кінотеатрах і на Amazon Prime 15 січня 2021 року. За роль Кука Одом отримав схвальні відгуки від критиків і з того часу номінувався на премію «Оскар», «Золотий глобус» і премію SAG, включно з номінацією на найкращу чоловічу роль другого плану та додаткову номінацію на найкращу акторську роботу в кінофільмі. Разом із Семом Ешвортом як співавтором, Одом написав і виконав пісню « Speak Now », яка також була номінована як найкраща оригінальна пісня на 78-й церемонії вручення премії «Золотий глобус», яка відбудеться 28 лютого 2021 року. «Speak Now» звучить під час останніх титрів One Night in Miami.
У травні 2021 року Одома взяли на роль у фільмі Glass Onion: A Knives Out Mystery, продовженні фільму Раяна Джонсона Knives Out з Деніелом Крейгом у ролі Бенуа Блана.  У липні 2021 року Одома було обрано для майбутнього, поки що без назви, продовження фільму Вільяма Фрідкіна «Екзорцист», де Еллен Берстін знову зіграє роль Кріса Макніла. 

### Кар'єра звукозапису
У 2014 році Одом самостійно випустив свій дебютний альбом Леслі Одома-молодшого як джазового співака на компакт-диску та SoundCloud, а також рекламував альбом кількома концертами в The Public Theatre. У лютому 2016 року він випустив версію «Good For You» Селени Гомес за участю свого колеги по акторському складу Гамільтона Девіда Діггза.
Одом підписав контракт на чотири альбоми з S-Curve Records у 2016 році. Він і продюсер Стів Грінберг звузили 200 потенційних мелодій до десяти треків, і Одом записав оновлену та покращену версію Леслі Одома-молодшого під час вихідних і після обіду перед бродвейськими виставами, щоб випустити альбом до того, як Одом залишив Гамільтон. Випущений у червні 2016 року, альбом посів 1 місце в Billboard Jazz і 147 місце в Billboard 200.
11 листопада 2016 року Одом випустив свій другий альбом Simply Christmas, який містив джазові інтерпретації різдвяних стандартів. У жовтні 2017 року було випущено розкішне видання альбому з чотирма додатковими піснями. Simply Christmas посів №1 в чартах iTunes і Billboard Jazz, досягнувши №4 у чарті Billboard Holiday і №31 у чарті Billboard Top 200.
У листопаді 2019 року Одом випустив свій третій альбом і перший альбом з оригінальним матеріалом Mr, а в жовтні 2020 року він дебютував з новою версією видатної пісні альбому «Cold» за участю Сії.  
Його другий святковий альбом, який отримав схвалення критиків, The Christmas Album, вийшов у листопаді 2020 року. Різдвяний альбом — четвертий студійний альбом Одома. 
Одом їздить у тури, щоб рекламувати свої альбоми, даючи концерти за підтримки джазового квінтету, до складу якого входять барабанщик, перкусіоніст, басист, гітарист і піаніст, який також є музичним керівником Одома.
У грудні 2017 року Одом повернувся на сцену Нью-Йорка на сольному концерті в Jazz at Lincoln Center. Виступ у стилі кабаре був створений навколо фірмових пісень і музики, які сформували шлях цього артиста, і все це було виконано з групою світового класу перед живою аудиторією. Шоу було знято для трансляції як годинну спеціальну програму PBS у рамках серіалу « Наживо з Лінкольн-центру », який отримав 17 премій «Еммі», а прем’єра відбулася у квітні 2018 року.

### Письменник
У червні 2017 року було оголошено, що Одом уклав угоду про книгу Failing Up: How to Take Risks, Aim Higher, and Never Stop Learning, яку він писав з наміром надихнути молодших читачів. У книзі, яка була опублікована імпринтом Макміллана в березні 2018 року, «викладено невдачі та неприйняття, які передували його успіху». Одом створив свої твори за стилем промови на врученні вручення, досліджуючи те, чого він навчився протягом свого життя, і важливість переслідування пристрастей.

## Особисте життя
З 1 грудня 2012 року Одом одружений на актрисі Ніколетт Хлої Робінсон. Їхня донька Люсіль Рубі народилася 23 квітня 2017 року. Їхній син Ейбл Фінеас народився 25 березня 2021 року.
Пара познайомилася в 2008 році, коли Робінсон була студенткою Каліфорнійського університету в Лос-Анджелесі і проходила прослуховування для фільму «Одного разу на цьому острові». Коли вона замінила члена акторського складу, який несподівано пішов, помічник режисера Одом став відповідальним за її швидке приведення в норму, і зав’язалися романтичні стосунки. Відтоді Робінсон з’явилася в небродвейському мюзиклі «Невидима нитка» (2015) і телесеріалі «Афера», а також зіграла головну роль у бродвейському мюзиклі «Офіціантка» з 4 вересня по 9 грудня 2018 року.

## Фільмографія

### Кіно
| рік      | Назва                         | Роль                | Примітки |
| -------- | ----------------------------- | ------------------- | -------- |
| 2007 рік | Опудало Джо                   | Джо                 | Короткий |
| 2012 рік | Червоні Хвости                | Деклан «Вінкі» Холл |          |
| 2015 рік | Луна відправляється в круїз   | Оскар               | Короткий |
| 2017 рік | Вбивство у Східному експресі  | Доктор Арбутнот     |          |
| 2019 рік | Тільки                        | Воля                |          |
| 2019 рік | Гаррієт                       | Вільям Стілл        |          |
| 2020 рік | Гамільтон                     | Аарон Берр          |          |
| 2020 рік | Одна ніч у Маямі. .           | Сем Кук             |          |
| 2021 рік | Музика                        | Ебо Одом            |          |
| 2021 рік | Багато святих Ньюарка         | Гарольд Макбраєр    |          |
| 2021 рік | Голка в стеку часу            | Нік Міккельсен      |          |
| 2022 рік | Скляна цибулина: дістати ножі | Ліонель Туссен      |          |
| 2023 рік | Екзорцист                     | Таннер              |          |

### Телебачення
| Year      | Title                                                       | Role                    | Notes                                                     |
| --------- | ----------------------------------------------------------- | ----------------------- | --------------------------------------------------------- |
| 2003–2006 | CSI: Miami                                                  | Joseph Kayle            | Постійна роль; 9 епізодів                                 |
| 2004      | The Big House                                               | Lamont                  | Епізоди: "A Friend in Need", "Almost Touched by an Angel" |
| 2006      | Threshold                                                   | Sergeant Adams          | Епізод: "The Crossing"                                    |
| 2006      | Gilmore Girls                                               | Quentin Walsh           | Епізод: "Bridesmaids Revisited"                           |
| 2006      | Vanished                                                    | Agent Malik Christo     | Постійна роль; 10 епізодів                                |
| 2006      | Close To Home                                               | Jordan Carter           | Епізод: "Prodigal Son"                                    |
| 2006–2007 | Big Day                                                     | Freddy                  | Постійна роль; 9 episodes                                 |
| 2007      | The Bill Engvall Show                                       | Mr. Pratt               | Епізоди: "Good People", "Feel Free to Say No"             |
| 2007      | Supreme Courtships                                          | Marcus                  | ТВ фільм                                                  |
| 2008      | Grey's Anatomy                                              | P.J. Walling            | Епізод: "There's No "I" in Team"                          |
| 2011      | NCIS: Los Angeles                                           | FBI Agent Duane Lausten | Епізод: "Archangel"                                       |
| 2011      | Zeke and Luther                                             | Mr. Arliss Bunnyson     | Епізод: "Zeke, Luther, and Kojo Strike Gold"              |
| 2011      | Bandwagon                                                   | Urban Glee performer    | Епізод: "You Can Do Anything"                             |
| 2011      | Supernatural                                                | Guy                     | Епізод: "Season Seven, Time for a Wedding"                |
| 2011      | Poe                                                         | Julian 'Jupiter' Noble  | ТВ фільм                                                  |
| 2012      | House of Lies                                               | James                   | Епізоди: "Ouroboros", "Veritas"                           |
| 2012–2013 | Smash                                                       | Sam Strickland          | Головна роль; 23 episodes                                 |
| 2013      | Person of Interest                                          | Peter Collier           | Постійна роль; 8 епізодів                                 |
| 2013–2015 | Law & Order: Special Victims Unit                           | Reverend Curtis Scott   | Постійна роль; 7 епізодів                                 |
| 2014      | Gotham                                                      | Ian Hargrove            | Епізод: "Harvey Dent"                                     |
| 2016      | The Good Wife                                               | Barry Pert              | Епізод: "Unmanned"                                        |
| 2016      | Aaron Burr, Sir: Backstage at Hamilton with Leslie Odom Jr. | Host                    | Веб серії; 8 епізодів                                     |
| 2018      | We Bare Bears                                               | Dr. Leslie              | Голос; епізод: "More Everyone's Tube"                     |
| 2018      | One Dollar                                                  | Randall Abatsy          | 4 епізоди                                                 |
| 2020–2022 | Central Park                                                | Owen Tillerman          | Голос; головна роль                                       |
| 2020      | Love in the Time of Corona                                  | James                   | Головна роль                                              |
| 2021      | The Tony Awards Present: Broadway's Back!                   | Himself (host)          | ТВ подія                                                  |
| 2021      | Blue's Clues &amp; You!                                     | Mo Snow                 | Голос; епізод: "Blue's Snowy Day Surprise"                |
| 2022      | Abbott Elementary                                           | Draemond                | Епізод: "Attack Ad"                                       |
| 2023      | The Proud Family: Louder and Prouder                        | Kwame                   | Голос; 3 епізоди                                          |

### Театр
| рік            | Назва                        | Роль               | дати                               | Місце проведення                    | Примітки                                                        |
| -------------- | ---------------------------- | ------------------ | ---------------------------------- | ----------------------------------- | --------------------------------------------------------------- |
| 1998 рік       | Оренда                       | Павло / Коп / інші |                                    | Нідерландський театр                | Бродвей                                                         |
| 2001 рік       | Дівчата мрії                 | Виконавець         | 24 вересня 2001 року               | Центр виконавських мистецтв Форда   | Благодійний концерт Акторського фонду                           |
| 2004 рік       | Джерсі Бойз                  | Ансамбль           | 5 жовтня 2004 р. – 16 січня 2005 р | Театр Ла Хойя                       | Проба                                                           |
| 2007 рік       | Зберігайте свій Пантеон      |                    |                                    | Театр Геффен                        | Регіональний                                                    |
| 2007 рік       | Бути живим                   | Виконавець         | 25 серпня – 9 вересня 2007 року    | Westport Country Playhouse          | Регіональний                                                    |
| 2007 рік       | Бути живим                   | Виконавець         | 25 жовтня – 2 грудня 2007 року     | Філадельфійська театральна компанія | Регіональний                                                    |
| 2008 рік       | Одного разу на цьому острові | Агве, бог води     | 12–14 вересня 2008 р               | Театр Фрейда                        | Регіональний; також помічник режисера                           |
| 2009 рік       | Душа Роджерса                | Виконавець         | 2–3 жовтня 2009 р                  | Театр реприз                        | Ревю                                                            |
| 2010 рік       | Стрибок віри                 | Ісайя Стердевант   | 3–24 жовтня 2010 р                 | Театр Ахмансон                      | Проба                                                           |
| 2012 рік       | Стрибок віри                 | Ісайя Стердевант   | 26 квітня – 13 травня 2012 року    | Театр Сент-Джеймс                   | Бродвей                                                         |
| 2013 рік       | Венеція                      | Маркос Монро       | 28 травня – 30 червня 2013 року    | Громадський театр                   | Офф-Бродвей                                                     |
| 2014 рік       | Тік, Тік. . Бум!             | Майкл              | 24–28 червня 2014 р                | Центр Нью-Йорка                     | Біс!                                                            |
| 2015–2016 роки | Гамільтон                    | Аарон Берр         | 20 січня – 3 травня 2015 року      | Громадський театр                   | Офф-Бродвей                                                     |
| 2015–2016 роки | Гамільтон                    | Аарон Берр         | 06.08.2015 – 09.07.2016            | Театр Річарда Роджерса              | Бродвей </br> Премія «Тоні» за найкращу чоловічу роль у мюзиклі |

Майстер-класи
- Witness Uganda (пізніше перейменована на Invisible Thread ), 2010

## Дискографія

### Студійні альбоми
| Назва            | Деталі альбому | Пікові позиції на діаграмі | Пікові позиції на діаграмі | Пікові позиції на діаграмі | Пікові позиції на діаграмі |
| Назва            | Деталі альбому | США                        | Продажі в США              | американський джаз         | Свято США                  |
| ---------------- | --- | -------------------------- | -------------------------- | -------------------------- | -------------------------- |
| Леслі Одом мл.   | - Випущено: 12 серпня 2014 р </br> 20 червня 2016 р. (перевидання) - Позначка: власний випуск (оригінал) </br> S-Curve Records (перевидання) - Формати: CD, цифрове завантаження | 147                        | 59                         | 1                          | —                          |
| Просто Різдво    | - Випущено: 11 листопада 2016 р 11 листопада 2017 (перевидання) - Лейбл: S-Curve Records - Формати: CD, цифрове завантаження, LP                                                 | 31                         | 12                         | 1                          | 4                          |
| Містер           | - Випущено: 8 листопада 2019 р </br> 8 листопада 2019 р - Лейбл: S-Curve Records - Формати: CD, цифрове завантаження                                                             | —                          | 54                         | —                          | —                          |
| Різдвяний альбом | - Випущено: 6 листопада 2020 р - Лейбл: S-Curve Records - Формати: CD, цифрове завантаження                                                                                      | —                          | —                          | —                          | —                          |

### Альбоми саундтреків
- Leap of Faith: The Musical (Original Broadway Cast Recording) (4 грудня 2012)
- Венеція (оригінальний акторський запис) (23 вересня 2014)
- Hamilton (Original Broadway Cast Recording) (25 вересня 2015)
- One Night In Miami (15 січня 2021 р.) Саундтрек містить оригінальну пісню з фільму «Speak Now».

### Сінгли
| Назва                                                                 | рік      | Альбом                        |
| --------------------------------------------------------------------- | -------- | ----------------------------- |
| "Добре для вас"                                                       | 2016 рік | позаальбомний сингл           |
| " Щасливого маленького Різдва "                                       | 2016 рік | Просто Різдво                 |
| « Прекрасна Америка »                                                 | 2018 рік | позаальбомний сингл           |
| "Без вас"                                                             | 2018 рік | позаальбомний сингл           |
| "Чого ми чекаємо" </br> (за участю Ніколет Робінсон )                 | 2018 рік | позаальбомний сингл           |
| «Ведмідь Факти» </br> (з акторським складом We Bare Bears )           | 2018 рік | позаальбомний сингл           |
| " Все, що я хочу на Різдво - це ти " </br> (разом з Інгрід Майклсон ) | 2018 рік | Сезонні пісні Інгрід Майклсон |
| "Під натиском"                                                        | 2019 рік | Містер                        |
| «Збожеволіти»                                                         | 2020 рік | Містер                        |
| "холодний" </br> (за участю Sia )                                     | 2020 рік | позаальбомний сингл           |

### Інші появи
| Назва | рік      | Інші художники                                    | Альбом                                                    |
| --- | -------- | ------------------------------------------------- | --------------------------------------------------------- |
| «Алілуя, я вірю» | 2015 рік | Джим Брікман                                      | Комфорт і радість: солодкі звуки Різдва та радісне Різдво |
| « Радість світу » | 2015 рік | Бродвейський акторський склад Гамільтона          | Broadway's Carols for a Cure, Vol. 17, 2015               |
| « Осіннє листя » | 2016 рік | N/A                                               | Тоні Беннетт святкує 90 років                             |
| "Серйозно" | 2016 рік | Пісню написала Сара Барей                         | This American Life Ep.599                                 |
| " Мій роман " | 2017 рік | Біллі Портер                                      | Біллі Портер представляє: Душа Річарда Роджерса           |
| " Sondheim : Medley: Children will Listen / You've Got Be Carefully Taught (From " Into the Woods " & " South Pacific ")" | 2018 рік | Рене Флемінг, Концертний оркестр BBC та Роб Фішер | Бродвей                                                   |

## Нагороди та номінації
| Year | Award                                             | Category                                                         | Nominated work                            | Result    | Ref    |
| ---- | ------------------------------------------------- | ---------------------------------------------------------------- | ----------------------------------------- | --------- | ------ |
| 2002 | Princess Grace Award                              | Acting                                                           | Acting                                    | Перемога  |        |
| 2012 | Fred and Adele Astaire Award                      | Best Dancer on Broadway                                          | Leap of Faith                             | Перемога  |        |
| 2012 | Drama League Award                                | Distinguished Performance                                        | Leap of Faith                             | Номінація |        |
| 2015 | Drama Desk Award                                  | Outstanding Featured Actor in a Musical                          | Hamilton                                  | Номінація |        |
| 2015 | Lucille Lortel Awards                             | Outstanding Lead Actor in a Musical                              | Hamilton                                  | Номінація |        |
| 2016 | Tony Award                                        | Best Actor in a Musical                                          | Hamilton                                  | Перемога  |        |
| 2016 | Grammy Award                                      | Best Musical Theater Album                                       | Hamilton                                  | Перемога  |        |
| 2016 | Broadway.com Audience Awards                      | Favorite Leading Actor in a Musical                              | Hamilton                                  | Номінація |        |
| 2016 | Broadway.com Audience Awards                      | Favorite Onstage Pair (w/ Lin-Manuel Miranda)                    | Hamilton                                  | Перемога  |        |
| 2018 | Teen Choice Awards                                | Choice Drama Movie Actor                                         | Murder on the Orient Express              | Номінація |        |
| 2020 | Primetime Emmy Awards                             | Outstanding Character Voice-Over Performance                     | Central Park                              | Номінація |        |
| 2021 | Academy Awards                                    | Best Supporting Actor                                            | One Night in Miami...                     | Номінація |        |
| 2021 | Academy Awards                                    | Best Original Song (For "Speak Now")                             | One Night in Miami...                     | Номінація |        |
| 2021 | AAFCA Awards                                      | Best Ensemble                                                    | One Night in Miami...                     | Перемога  |        |
| 2021 | Alliance of Women Film Journalists Awards         | Best Supporting Actor                                            | One Night in Miami...                     | Перемога  |        |
| 2021 | Black Film Critics Circle Awards                  | Best Supporting Actor                                            | One Night in Miami...                     | Перемога  |        |
| 2021 | Black Film Critics Circle Awards                  | Best Ensemble                                                    | One Night in Miami...                     | Перемога  |        |
| 2021 | British Academy Film Awards                       | Best Actor in a Supporting Role                                  | One Night in Miami...                     | Номінація | [ 47 ] |
| 2021 | Chicago Film Critics Association Awards           | Best Supporting Actor                                            | One Night in Miami...                     | Номінація |        |
| 2021 | Critics' Choice Awards                            | Best Supporting Actor                                            | One Night in Miami...                     | Номінація |        |
| 2021 | Critics' Choice Awards                            | Best Song (For "Speak Now")                                      | One Night in Miami...                     | Перемога  |        |
| 2021 | Critics' Choice Awards                            | Best Acting Ensemble                                             | One Night in Miami...                     | Номінація |        |
| 2021 | Golden Globe Awards                               | Best Supporting Actor – Motion Picture                           | One Night in Miami...                     | Номінація |        |
| 2021 | Golden Globe Awards                               | Best Original Song (For "Speak Now")                             | One Night in Miami...                     | Номінація |        |
| 2021 | Hawaii Film Critics Society                       | Best Supporting Actor                                            | One Night in Miami...                     | Номінація |        |
| 2021 | Hawaii Film Critics Society                       | Best Original Song (For "Speak Now")                             | One Night in Miami...                     | Перемога  |        |
| 2021 | Houston Film Critics Society Awards               | Best Supporting Actor                                            | One Night in Miami...                     | Перемога  |        |
| 2021 | Houston Film Critics Society Awards               | Best Original Song (For "Speak Now")                             | One Night in Miami...                     | Перемога  |        |
| 2021 | Indiana Film Journalists Association              | Best Supporting Actor                                            | One Night in Miami...                     | Перемога  |        |
| 2021 | Indiana Film Journalists Association              | Best Ensemble                                                    | One Night in Miami...                     | Номінація |        |
| 2021 | Independent Spirit Awards                         | Robert Altman Award                                              | One Night in Miami...                     | Перемога  |        |
| 2021 | Music City Film Critics Association               | Best Supporting Actor                                            | One Night in Miami...                     | Номінація |        |
| 2021 | Music City Film Critics Association               | Best Original Song (For "Speak Now")                             | One Night in Miami...                     | Перемога  |        |
| 2021 | Music City Film Critics Association               | Best Ensemble                                                    | One Night in Miami...                     | Перемога  |        |
| 2021 | North Dakota Film Society                         | Best Original Song (For "Speak Now")                             | One Night in Miami...                     | Номінація |        |
| 2021 | Online Film Critics Society Awards                | Best Supporting Actor                                            | One Night in Miami...                     | Перемога  |        |
| 2021 | Philadelphia Film Critics Circle                  | Best Supporting Actor                                            | One Night in Miami...                     | Номінація |        |
| 2021 | San Diego Film Critics Society Awards             | Best Ensemble                                                    | One Night in Miami...                     | Номінація |        |
| 2021 | San Francisco Bay Area Film Critics Circle Awards | Best Supporting Actor                                            | One Night in Miami...                     | Номінація |        |
| 2021 | Screen Actors Guild Awards                        | Outstanding Performance by a Male Actor in a Supporting Role     | One Night in Miami...                     | Номінація | [ 48 ] |
| 2021 | Screen Actors Guild Awards                        | Outstanding Performance by a Cast in a Motion Picture            | One Night in Miami...                     | Номінація | [ 48 ] |
| 2021 | St. Louis Film Critics Association Awards         | Best Supporting Actor                                            | One Night in Miami...                     | Номінація |        |
| 2021 | Sunset Film Circle Awards                         | Best Supporting Actor                                            | One Night in Miami...                     | Номінація |        |
| 2021 | Primetime Emmy Awards                             | Outstanding Lead Actor in a Limited or Anthology Series or Movie | Hamilton                                  | Номінація |        |
| 2022 | Primetime Emmy Awards                             | Outstanding Variety Special (Live)                               | The Tony Awards Present: Broadway's Back! | Номінація |        |

У 2019 році Одом отримав звання почесного доктора образотворчих мистецтв від своєї альма-матер, Університету Карнегі-Меллона, на його 122-й церемонії відкриття, де Одом також був основним доповідачем. 

## Дивись також
- Список акторів, номінованих на премію «Оскар».
- Список чорношкірих лауреатів і номінантів премії Оскар

## Зовнішні посилання
- Офіційний сайт
- Leslie Odom Jr. у соцмережі «Твіттер»
- Odom Jr. Відео на YouTube
- Leslie Odom Jr.  у соцмережі «Instagram»
- Leslie Odom Jr. у соцмережі «Facebook»
- Леслі Одом-молодший на сайті IMDb (англ.)
- Леслі Одом-молодший на сайті Internet Broadway Database (англ.)
- Леслі Одом-молодший на Internet Off-Broadway Database
- Леслі Одом-молодший на сайті Discogs (англ.)